# Wings of Tomorrow
Wings of Tomorrow è il secondo album in studio del gruppo musicale svedese Europe, pubblicato nel 1984 dalla Hot Records.

## Il disco

### Produzione
È proprio con questo disco che la band si è fatta conoscere al grande pubblico, prima di scalare le classifiche mondiali con il successivo The Final Countdown.
Pubblicato in tutta la penisola scandinava, in Giappone e negli Stati Uniti, questo lavoro risente molto della vena melodica di Joey Tempest e del sound duro e secco usato dal chitarrista John Norum. Entrambi si dimostrano sopra le aspettative del pubblico, che trova in quest'album un lavoro più completo rispetto al precedente omonimo, e con una migliore qualità di registrazione. Vennero infatti noleggiati i Polar Studios di Stoccolma, un ambiente professionale che vantava già dei supporti digitali di registrazione.
Tuttavia il successo commerciale di questo disco, pur non deludendo le aspettative, fu fortemente condizionato dall'assenza di video promozionali. La Hot Records aveva messo a disposizione un budget di poco superiore al precedente lavoro e il gruppo, per evitare il fiasco del precedente video, decise di rinunciare a girarne un altro. Questo condizionò fortemente le vendite non in Scandinavia e in Giappone, dove erano già popolarissimi ma negli Stati Uniti. Oltretutto la casa discografica occupatasi della commercializzazione non vi pubblicizzò affatto questo lavoro.
L'album Wings of Tomorrow vanta comunque oltre 1 milione di copie vendute.

### Musicisti e stile
Il disco è tra i più duri del combo svedese, insieme a Secret Society, ma non per questo poco melodico. Canzoni come l'opener Stormwind subito esaltano le qualità degli artisti. Scream of Anger è invece la canzone più dura ed heavy del disco. Dreamer è la prima vera power ballad.
Joey Tempest, oltre a scrivere la maggior parte delle canzoni e cantarle, ha arrangiato anche le parti di tastiere. Per supplire alla mancanza del tastierista, nel 1985, venne reclutato Mic Michaeli per suonare durante i concerti. Da quel momento, diventerà membro ufficiale della band e sarà sempre presente nei successivi lavori.
Poco dopo la pubblicazione dell'album venne licenziato il batterista Tony Reno per "scarso impegno" nelle prove e nei tour. Verrà sostituito con Ian Haugland, ex-batterista degli svedesi Trilogy.

### Copertina
La copertina dell'album è stata disegnata da Peter Engberg e rappresenta un'aquila rivestita con un elmetto e una corazza di ferro, sullo sfondo di Marte.

## Tracce
1. Stormwind - 4:31 (Tempest)
2. Scream of Anger - 4:06 (Tempest, Jacob)
3. Open Your Heart - 4:10 (Tempest)
4. Treated Bad Again - 3:46 (Tempest)
5. Aphasia (Instrumental) - 2:32 (Norum)
6. Wings of Tomorrow - 3:59 (Tempest)
7. Wasted Time - 4:10 (Tempest)
8. Lyin' Eyes - 3:47 (Tempest)
9. Dreamer - 4:28 (Tempest)
10. Dance the Night Away - 3:35 (Tempest)

## Singoli
- Lyin' Eyes - ritirato poco dopo la pubblicazione, molto raro
- Dreamer - realizzato solo in Giappone
- Stormwind
- Open Your Heart

## Formazione
- Joey Tempest - voce, chitarra acustica, tastiere
- John Norum - chitarre
- John Levén - basso
- Tony Reno - percussioni